# شين-كيبا (محطة)

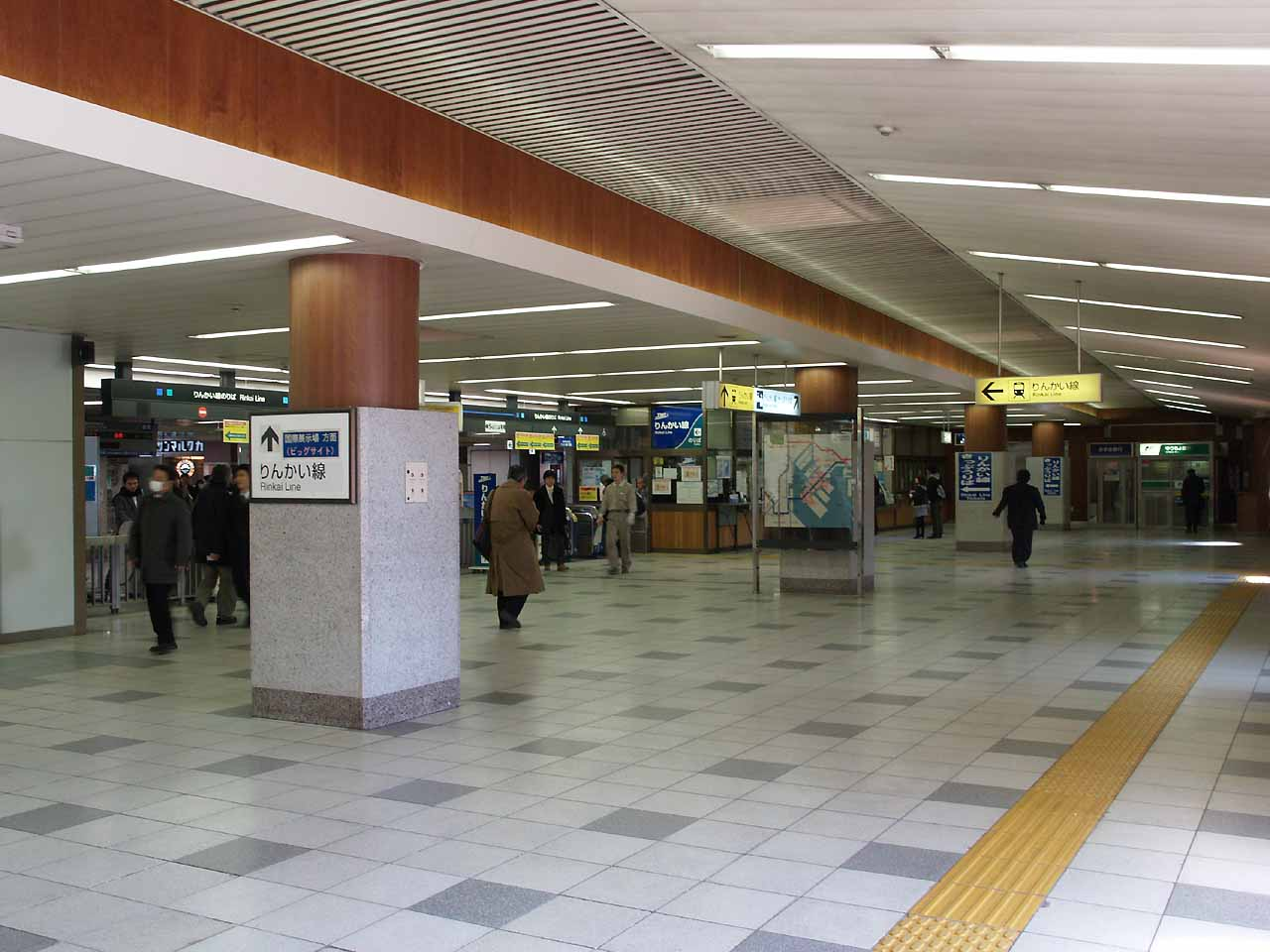
داخل محطة شين-كيبا

محطة شين-كيبا (باليابانية: 新木場駅، شين-كيبا-إكي) هي محطة قطار موجودة في كوتو، طوكيو، اليابان.

## الخطوط
- شركة شرق اليابان للسكك الحديدية (JR-East)
  - خط كييو (Keiyō Line)
- شركة مترو طوكيو (Tokyo Metro)
  - خط يوراكوتشو (Yūrakuchō Line) (محطة رقم : Y-24)
- شركة منطقة الواجهة البحرية لطوكيو للنقل السريع (TWR)
  - خط رينكاي (Rinkai Line)

## التاريخ
على الرغم من دورها المهم في النقل بالسكك الحديدية في الواجهة البحرية لطوكيو، إلا أنها محطة جديدة نسبيا. فقد تم افتتاحها في عام 1988. تطورت المحطة لتشكل نقطة التقاء ثلاثة خطوط بحلول عام 1996.
- 1988/06/08—بدأت شركة مترو طوكيو تشغيل محطة شين-كيبا على خط يوراكوتشو كمحطة نهائية جنوبية.
- 1988/12/01—بدأت شركة شرق اليابان للسكك الحديدية تشغيل خط كييو في محطة شين-كيبا كمحطة نهائية غربية.
- 1990/03/10—قامت شركة شرق اليابان للسكك الحديدية بمد خط كييو من محطة شين-كيبا لمحطة طوكيو، مما جعلها محطة وسطية.
- 1996/03/30—بدأت شركة TWR بتشغيل محطة شين-كيبا كمحطة نهائية غربية.
- 2002/12/01—زيادة امتداد خط سايكيو لمحطة شين-كيبا من خلال خط رينكاي
- 2004/04/01—خصخصة مترو طوكيو

## المحطات المتاخمة
| «                                                       |                                 | الخدمة                                     |                                 | »                               |
| شركة شرق اليابان للسكك الحديدية                         | شركة شرق اليابان للسكك الحديدية | شركة شرق اليابان للسكك الحديدية            | شركة شرق اليابان للسكك الحديدية | شركة شرق اليابان للسكك الحديدية |
| ------------------------------------------------------- | ------------------------------- | ------------------------------------------ | ------------------------------- | ------------------------------- |
| شيأومي                                                  |                                 | خط كييو محلي                               |                                 | كاساي-رينكاي-كوئين              |
| هاتشوبوري                                               |                                 | خط كييو سريع (أيام العمل)                  |                                 | مايهاما                         |
| هاتشوبوري                                               |                                 | خط كييو ماساشينو سريع (أيام العمل)         |                                 | مايهاما                         |
| هاتشوبوري                                               |                                 | خط كييو ماساشينو سريع (عطلة نهاية الأسبوع) |                                 | كاساي-رينكاي-كوئين              |
| هاتشوبوري                                               |                                 | خط كييو كميوتر اكسبرس                      |                                 | سوغا                            |
| شركة مترو طوكيو                                         |                                 |                                            |                                 |                                 |
| تاتسومي (Y-23)                                          |                                 | خط يوراكوتشو                               |                                 | المحطة الأخيرة                  |
| شركة منطقة الواجهة البحرية لطوكيو للنقل السريع 1. 2. 3. |                                 |                                            |                                 |                                 |
| المحطة الأخيرة                                          |                                 | خط رينكاي                                  |                                 | شينونومه                        |